# Nathan Delfouneso
Nathan Delfouneso, né le 2 février 1991 à Birmingham, est un footballeur anglais qui évolue au poste d'attaquant au Bolton Wanderers.

## Carrière
Le 8 mars 2011, il est prêté jusqu'à la fin de la saison à Burnley. Un an plus tard, en janvier 2012, il est prêté un mois à Leicester City. Fin août 2012, il est prêté à Blackpool.
Le 30 janvier 2014, il est prêté à Coventry City jusqu'à la fin de la saison. Libéré par Aston Villa, il s'engage avec le Blackpool FC en juillet 2014. À l'issue de la saison 2014-15, il est libéré par Blackpool.
Le 6 août 2015, il rejoint les Blackburn Rovers.
Le 18 mars 2016, il est prêté à Bury.
Le 18 août 2016, il rejoint Swindon Town.
Le 21 janvier 2017, il rejoint Blackpool.

## Palmarès

### En sélection
- Angleterre -19 ans
  - Finaliste du championnat d'Europe en 2009.

### Distinctions personnelles
- Meilleur buteur du championnat d'Europe des moins de 19 ans en 2009.